# Trésor Mputu
Trésor Mputu Mabi (ur. 10 grudnia 1985 w Kinszasie) – kongijski piłkarz grający na pozycji napastnika.

## Kariera klubowa
Karierę piłkarską Mputu rozpoczął w klubie Jac Trésor FC. Następnie odszedł do TP Mazembe z miasta Lubumbashi. W 2002 roku zadebiutował w jego barwach w pierwszej lidze Demokratycznej Republiki Konga. W 2006 roku osiągnął pierwszy sukces w karierze, gdy wywalczył mistrzostwo kraju. W 2007 roku strzelił 34 gole zostając królem strzelców ligi DRK, a także najlepszym strzelcem światowych lig piłkarkskich według Międzynarodowej Federacji Historyków i Statystyków Futbolu (IFFHS). Z Mazembe po raz drugi został mistrzem ligi. W 2009 roku znów wywalczył tytuł mistrzowski oraz wygrał Afrykańską Ligę Mistrzów (1:2 i 1:0 w finale z Heartland FC). W Mazembe pełni funkcję kapitana.

## Kariera reprezentacyjna
W reprezentacji Demokratycznej Republiki Konga Mputu zadebiutował w 2004 roku. W 2006 roku rozegrał 2 spotkania w Pucharze Narodów Afryki 2006: z Togo (2:0 i gol w 44. minucie) i z Angolą (0:0 i czerwona kartka).